# 光华日报
《光華日報》是馬來西亞的一份中文報紙，1910年12月20日由孫中山在檳城創辦，其创办与近代中国的革命运动有着密切关联。该报创办的初衷是向当地華僑宣傳革命思想，以推翻滿清统治、建立共和体制的中国。
《光華日報》在馬來西亞各地均有發行，並以北马一帶（尤其是檳城州）最為暢銷；其他國家與地區如泰國、新加坡、香港等地亦有發行，平均每日發行量超過10萬份。 

## 创办背景

### 环境
1786年8月11日，槟榔屿成为大英帝国（今英国）的殖民地，第一任总督莱特有计划地从清朝的中国输入大量工人移民。1790年，当地华人不超过200名。到了1821年，槟城华人已达7558人。而后华人人口超过槟榔屿总人口的半数，为后来海外华文报纸的发展提供了有利环境。

### 孙中山、中華革命黨与槟榔屿的关系
1905年，孙中山與胡漢民、黃興经日本東京、新加坡、吉隆坡的路线最后抵達檳榔屿。孙中山当时投宿在打索街（Rope Walk）的恒益興客棧。秋天，孙中山在檳榔嶼的寓中路65號（65, Macalister Road）的小蘭亭俱樂部发表演讲，并认识了吳世榮與黃金慶，结为革命同志。
1906年，黃金慶創立《檳城日報》，該報是中国革命黨在檳城办的第一份報紙。
1907年7月，孫中山主持的廣西鎮南關起義失败后，一直到1911年辛亥革命成功之前，孫中山并没有回到中国。这段时间，在各國華僑、留學生中籌劃革命經費及外國政府支持下，孫中山大部份時間在旅途之上，曾環繞地球多次。
当时同盟會被槟榔屿英国殖民地政府列为非法组织，因此在1908年，由吳世榮、黃金慶在槟榔屿柑仔園門牌94號成立了阅书报社，由汪精衛草擬章程，工作是為同盟會招收黨員及宣揚政治思想。阅书报社成立后，孙中山在该处发表“滿清不倒，中國勢必再亡”的演说。首面同盟會的黨青天白日旗在此升起。
1910年11月13日，孫中山在檳榔嶼召開秘密會議，商量对抗清朝的事情。參加會議的有同盟會的重要成员趙聲、黃興、胡漢民等人。槟榔屿会议后，孙中山命黄兴等人在南洋筹款和在香港设立统筹部。为了募款与号召海外华人加入抗清队伍，孙中山创办了《光华日报》；而早在1907年，居正就已經在緬甸仰光創辦同名的《光華日報》。

## 历史

### 创办

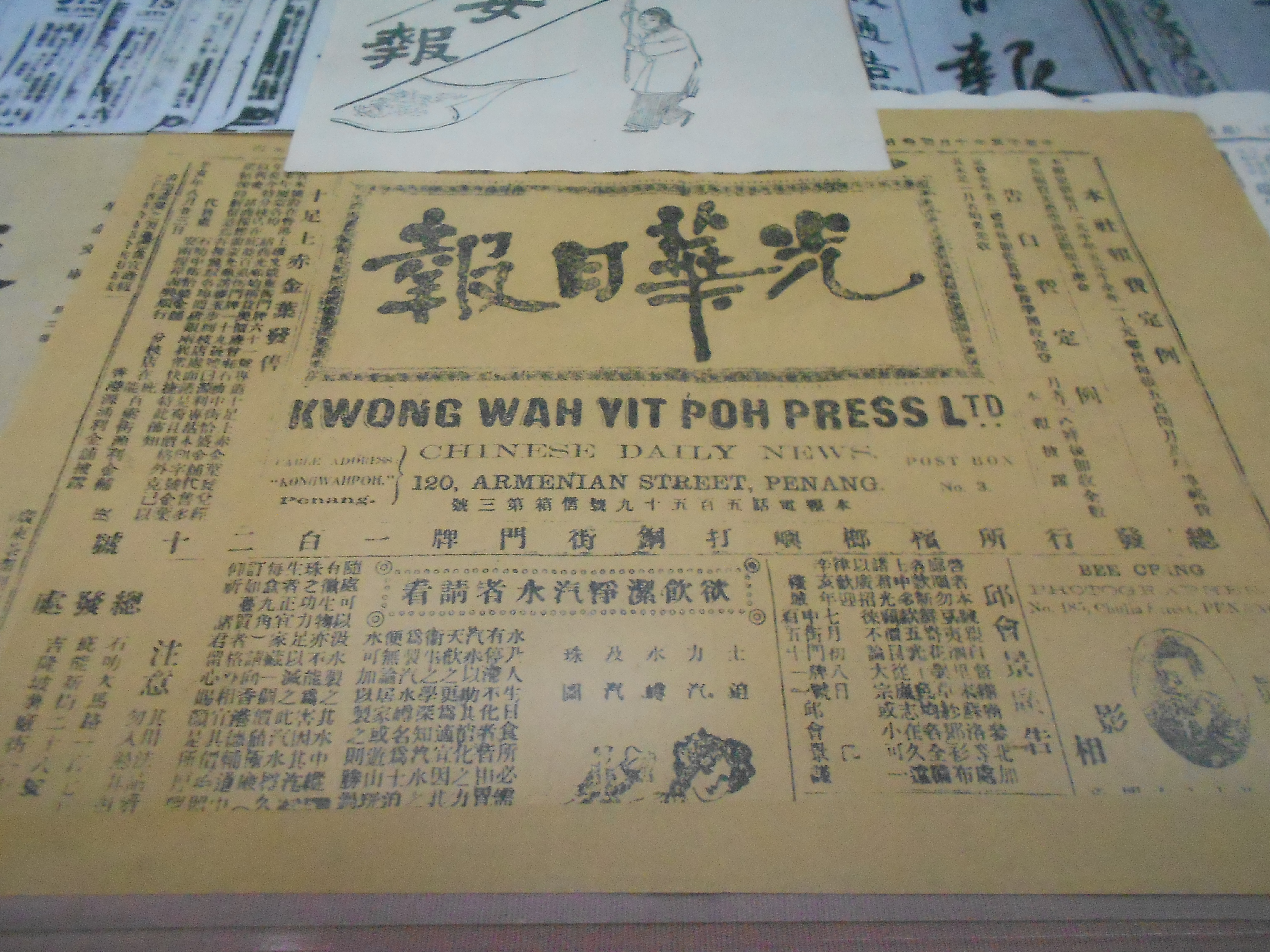
早期的《光華日報》

1910年12月20日，孙中山、陈新政、莊銀安在当时尚是英国殖民地的檳榔嶼创设了《光华日报》。创报的目的是为了号召海内外华人团结一致，推翻当时统治中国的满清政府。遴选雷铁崖为主笔及总编辑。一年间，雷铁崖撰写文章达百余篇，其小《告康行为书》历数康有为二十大罪状，对唤起海外华侨同情革命、支持革命，在物质上和舆论上有重大作用。
创刊社址是打铜仔街（Armenian Street），后迁到台牛后（Lebuh Melayu）。
创办初期，《光华日报》每天只出版兩大张，初期的格式是全采用4号长行编排。社论、电讯、新闻、广告都采用4号字，重要启事排在最前。开始经济很困难，几度难以支持下去。
1911年10月10日，在《光华日报》创办约一年后，革命黨人发动了武昌起義，并成功成功占领了武昌。
12月20日，孙中山在闻知革命成功后赶赴上海。
1928年5月3日，中国发生济南惨案，《光华日报》因鼓吹反日，曾被英国殖民地当局勒令停刊，而后复刊。
1930年，在世界經濟大恐慌的影响下，马来亚的锡、橡胶等原产品价格大跌，影响了各行业，《光华日报》亦被波及。
1934年，来自中国福建的刘洪钟加入《光华日报》。后来他92岁时，于2001年3月28日因在《光华日报》任职超过60年而获得“马来西亚健力士服务最久员工勋章”。
1936年1月1日，《光华日报》社址从台牛后的二间毗连房屋，迁到靠近红灯角的地区。
1936年，《槟城新报》并入《光华日报》。《槟城新报》是马来亚最早的华文报刊，于1896年创刊。

### 二战时期
1937年7月7日，日本侵华的卢沟桥事变发生后，《光华日报》号召马来亚华侨献捐助中国抗日，支持当时的南侨筹赈会。《光华日报》的全体职员献捐一个月薪水。在《光华日报》的鼓吹下，当时槟榔屿华侨抗日捐款是全马来亚最多的。
1938年，《光华日报》董事经理刘惟明逝世，经济极困难。
1939年9月1日，納粹德國入侵，第二次世界大战爆发，由于纸张货源短缺，报业大受影响；加上面对当时的左翼报刊《现代日报》及《星槟日报》的激烈竞争，每日销量难以超越1000份。《光华日报》的员工有百多人。
1941年12月7日，二战中的太平洋战争爆发。日本军队开始进攻马来半岛。
12月15日，英国守军弃守檳榔嶼。
12月19日，日軍完全佔領檳島，由于《光华日报》的抗日立场，社址被占领停办，创刊以来所有的文件、报纸全被毁灭，印报机被日军运往森美兰州芙蓉市，用以印刷日本軍用手票。
《光华日报》的王景成及刘玉水逃到印尼。刘洪钟到泰国，期间刘洪钟还乔扮商人潜回槟岛探望旧朋友。而《光华日报》书记陈文彬、编辑部翻译谢国仁、手民部职员陈毛猪等人被日军逮捕后杀害。其中陈文彬依刘洪钟回忆是遭日军虐灌水1而亡。
1945年8月，日军投降，《光华日报》又重办，必须重新做起。谢朝云与刘洪钟到芙蓉运回被日军夺走的印报机。

### 马来亚独立到马来西亚成立时期
1957年8月31日，马来亚自英国殖民者手中独立，成立马来亚联合邦。马来亚华侨已纷纷加入马来亚国籍，《光华日报》也从注重中国新闻、效忠中国转向注重、效忠马来亚本土。
1963年9月16日，马来西亚成立，包括原马来亚联合邦、英属北婆羅洲、英属砂拉越及英属新加坡。

### 蓬勃发展及重要事项
1969年，拿督卢良山局绅出任董事主席，拿督骆文秀是副董事主席，周明道出任董事经理。
1970年，《光华日报》报社购买了当时最新型的柯达彩色印报机，是北马地区最早拥有彩色印报机的报社。
1975年，报社人事改组，3月聘温子开为经理，而后王富金、王金生、胡由凤、林茂清等先后加入董事会，温子开升任董事经理。
改组后的董事会成员为卢良山、骆文秀、陈正直、叶夙慕、王金生、王富金、胡由凤、蔡锡洪。此后《光华日报》业务蒸蒸日上，成为北马地区最受欢迎的华文报。
1981年1月21日，董事主席卢良山去世。2月，董事会一致推举王富金局绅为董事主席、陈正直为董事副主席，而后蔡锡洪局绅及叶立远加入董事会。
1991年7月15日，副董事主席陈正直逝世。
1992年6月12日迁入了新的总部，一座四层楼高的大厦，并斥资数百万元美金购置几样新的传讯及印刷设备，其中包括新式快速印刷机，法新社卫星接收系统及北大方正彩色激光照排系统等。共投资马币二千万令吉。
1993年，《光华日报》引进来自北京的北大方正彩色激光照排系统，逐步将打字、排版、美工、编采的报纸制作过程全力迈向电脑化。“北大方正”彩色激光照排系统据说是世界公认最先进的中文报业电脑系统。
1993年12月20日，《光华日报》恭请时任马来西亚首相马哈迪·莫哈末为光华新大厦主持开幕，并为新印刷机主持启印仪式。
1994年5月1日在霹雳州的《光华日报》的增加彩色的“光华霹雳”版，提供即时的新闻快报。
7月1日，《光华日报》出版了儿童周刊《大红花》，全马发行。
9月，于霹雳州首府怡保市的分厂开始投入生产，可为西马的中、南部读者提供更快捷、完善的服务。
1996年骆南辉进入董事会。
1998年5月31日，《光华日报》在槟城的亚依淡办事处开幕，为的是更好的服务发林新市镇、垄尾区、亚依淡及甘光巴鲁一带的读者。
7月7日，马来西亚商业注册局庆祝100周年纪念，并颁发“历史最悠久注册公司及业务蓬勃荣誉奖”给马来西亚5家历史最悠久的公司，《光华日报》是其中之一。
2000年，邱继贰及王得禄加入董事会。
7月董事经理拿督温子开退休。
2001年3月28日，《光华日报》获《马来西亚记录大全》颁发“当代世界历史最悠久的华文日报”证书，证明该报是世界寿命最长的华文日报。而任职超过60年，92岁的刘洪钟而获得“马来西亚健力士服务最久员工勋章”。
2002年7月4日，马来西亚槟城青年体育局颁发州内商业机构唯一的体育大奖给《光华日报》，以肯定《光华日报》在提倡及推动马来西亚人民做运动。
2009年，邁入第九十九週年，穩坐北馬第一。
近年来，《光华日报》曾刊登许多回顾历史大事件的新闻。例如在2016年12月10日，该报回顾了民政党主席林敬益于1996年1月24日因失言而向海南人道歉的新闻。2017年4月15日，该报也回顾了民主行动党国会议员林冠英于1993年11月9日发表“私生子”言论引起的风波，并在最终向时任马华公会总会长林良实道歉的新闻。

## 影响
创办初期，《光華日報》是中国革命黨人在馬來亞最重要的機關報。中国抗日时期为推动马来亚华人捐钱助中国抗日做出巨大贡献。马来西亚成立后，《光華日報》渐渐成为北马最畅销的报纸，与《星洲日报》、《光明日报》并立。《光华日报》是与中華人民共和國媒體合作最多的海外媒体。中国驻槟城总领事馆的文告亦经常透过《光华日报》刊登。
《光华日报》亦为世界華文報業新聞史上發行歷史最久的華文日報。

## 争议

### 刊登马来西亚缺陷国旗
2025年4月16日，《光华日报》为配合中国国家主席习近平访问马来西亚，在其官方Facebook上展示晚报上欢迎中国领导人来访的封面，以及另一张购物中心电子广告牌上展示马来西亚和中国国旗的照片。在这两种展现国旗背景的情况下，马来西亚国旗「辉煌条纹」都缺少象征着官方宗教伊斯兰教的新月图标。在引起舆论批评后，《光华日报》随后将引发争议的帖子删除。《光华日报》也是继《星洲日报》之后，第二个因刊登缺陷国旗的中文媒体。
马来西亚内政部发文宣布对《光华日报》展开调查，并在声明中发出严厉警告，禁止任何一方有意或无意地玩弄辉煌条纹。马来西亚通讯及多媒体委员会（MCMC）在接到网民就涉嫌国旗错误提出的举报后，对光华报社发出传召令，并根据《1998年通讯及多媒体法令》第233条文，与内政部和警方一同进行调查。

## 地址
| 迁成日期       | 总社地址                   | 介绍                                                 |
| -------------- | -------------------------- | ---------------------------------------------------- |
| 1910年12月20日 | 马来亚槟榔屿的打銅仔街     | 一条当时有很多铜匠的街道。                           |
| 不详           | 马来亚槟榔屿的台牛後       | 由二間毗連房屋组成，是公司的产业，附近有牛隻宰杀厂。 |
| 1936年1月1日   | 马来亚槟榔屿的紅燈角       |                                                      |
| 1992年6月12日  | 马来西亚槟城州三条路十九号 | 一座四層樓高的大廈；外面宏觀。                       |

| 总社地址 | 马来西亚槟城州三条路十九号                       |
| 英文地址 | No:19, Presgrave Street, 10300 Penang, Malaysia. |

## 注解
^  注解1：灌水是日军酷刑的一种，做法是将自来水水管插入受害者口中，开水灌入。当受害者胃部充满水，肚子膨胀时，日军一脚踩下。